# Lev Kameněv
Lev Borisovič Kameněv (rusky Лев Борисович Каменев, vlastním jménem Leo Rosenfeld rusky Лeo Розенфельд; 6. červencejul./ 18. července 1883greg. Moskva, Ruské impérium – 25. srpna 1936 Moskva, SSSR) byl přední sovětský politik a spisovatel.

## Mládí

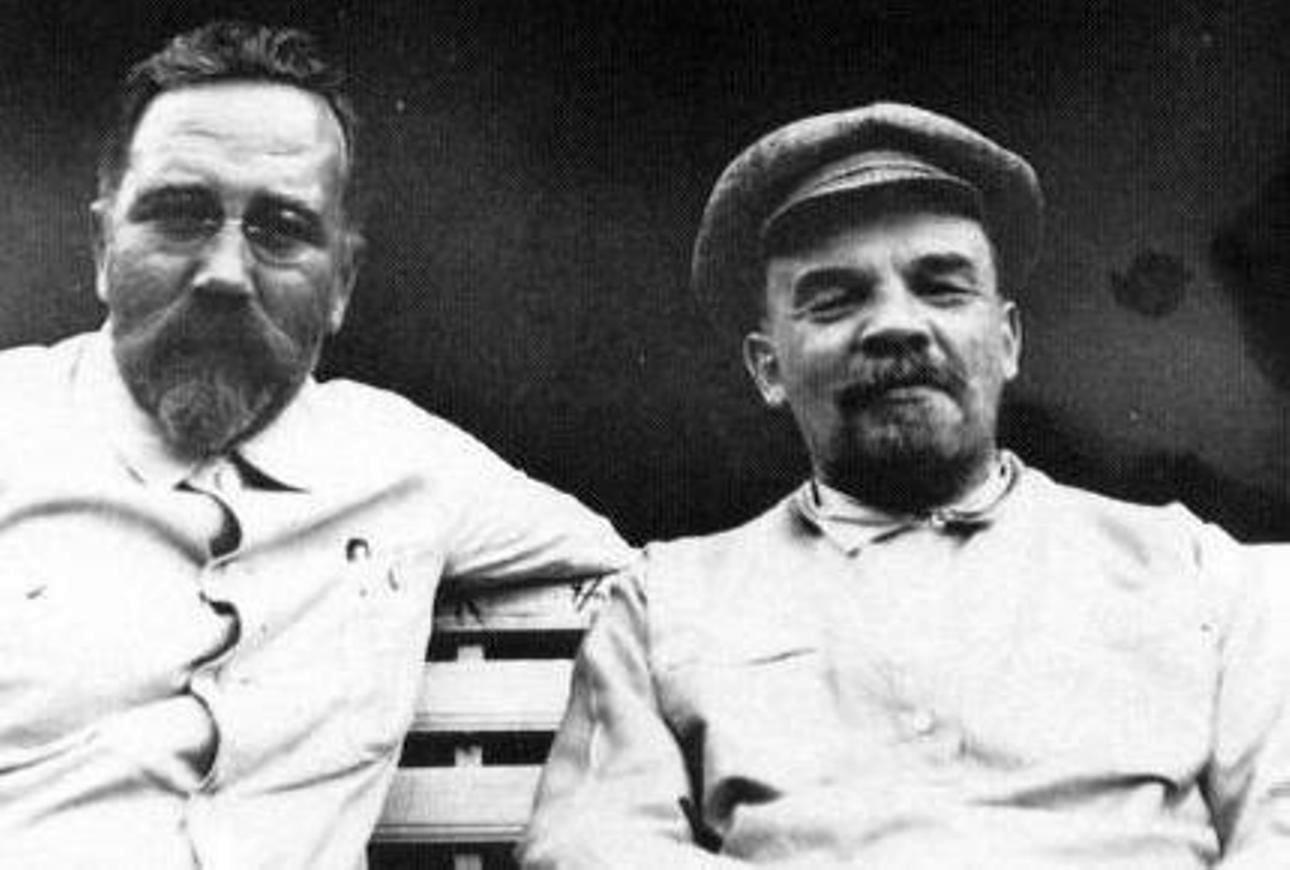
Kameněv s Leninem roku 1922

Studoval na technologickém ústavě moskevské univerzity, odkud byl roku 1902 vyloučen pro účast na demonstracích sociálně demokratické strany. Po propuštění z vězení odjel do Paříže. Po rozpadu strany se přimkl k bolševikům a vrátil se do Ruska, účastnil se revoluční práce v Tbilisi, Moskvě a Petrohradě, kde rozvinul agitační propagandu slovem i písmem. Byl proto roku 1908 uvězněn, načež odešel za hranice, kde působil jako obratný publicista strany.

## Politika
Počátkem roku 1914 se vrátil do Petrohradu a vedl revoluční činnost strany v Rusku. V listopadu 1914 zatčen a poslán doživotně na Sibiř. Vrátil se po únorové revoluci roku 1917 a obnovil svou činnost v Petrohradě jako člen ústředního výboru strany, kde ne vždy souhlasil s Leninem.
Po červencovém puči bolševiků byl nakrátko uvězněn. Po říjnové revoluci 1917, proti níž se stavěl, se na čas rozešel se stranou, a posléze se spojil s ostatními socialistickými stranami. Zastával řadu funkcí. Stal se členem mírové delegace v Brestu a vedl jednání s Finskem. Též se účastnil jednání o navázání styků s Velkou Británií.
Spolu se Zinovjevem bojoval – po dohodě se Stalinem – proti opozici Trockého, ale roku 1925 sám do opozice vstoupil. Byl proto koncem roku 1926 zbaven funkcí a poslán do Itálie jako zástupce SSSR. V prosinci 1927 byl vyloučen ze strany a přijat teprve po veřejném doznání omylů. Svěřen mu pak byl úřad předsedy hlavního koncesionářského komisariátu. V prvním moskevském procesu roku 1936 byl obviněn z vytvoření teroristické organizace pro zavraždění Josifa Stalina a jiných účastníků vlády, byl shledán vinným a popraven v Moskvě 25. srpna 1936.
Stalin zná pouze jednu metodu – vrazit nůž do zad.
Lev Kameněv